# Paule Montal Fornés
Pour les articles homonymes, voir Montal (homonymie) et Fornés.
Paule Montal Fornés (Arenys de Mar, 11 octobre 1799 - Olesa de Montserrat, 26 février 1889), en religion sœur Paula de Saint-Joseph-Casalanz, est une religieuse espagnole fondatrice des Filles de Marie des écoles pies. Sa fête est célébrée le 26 février.

## Biographie

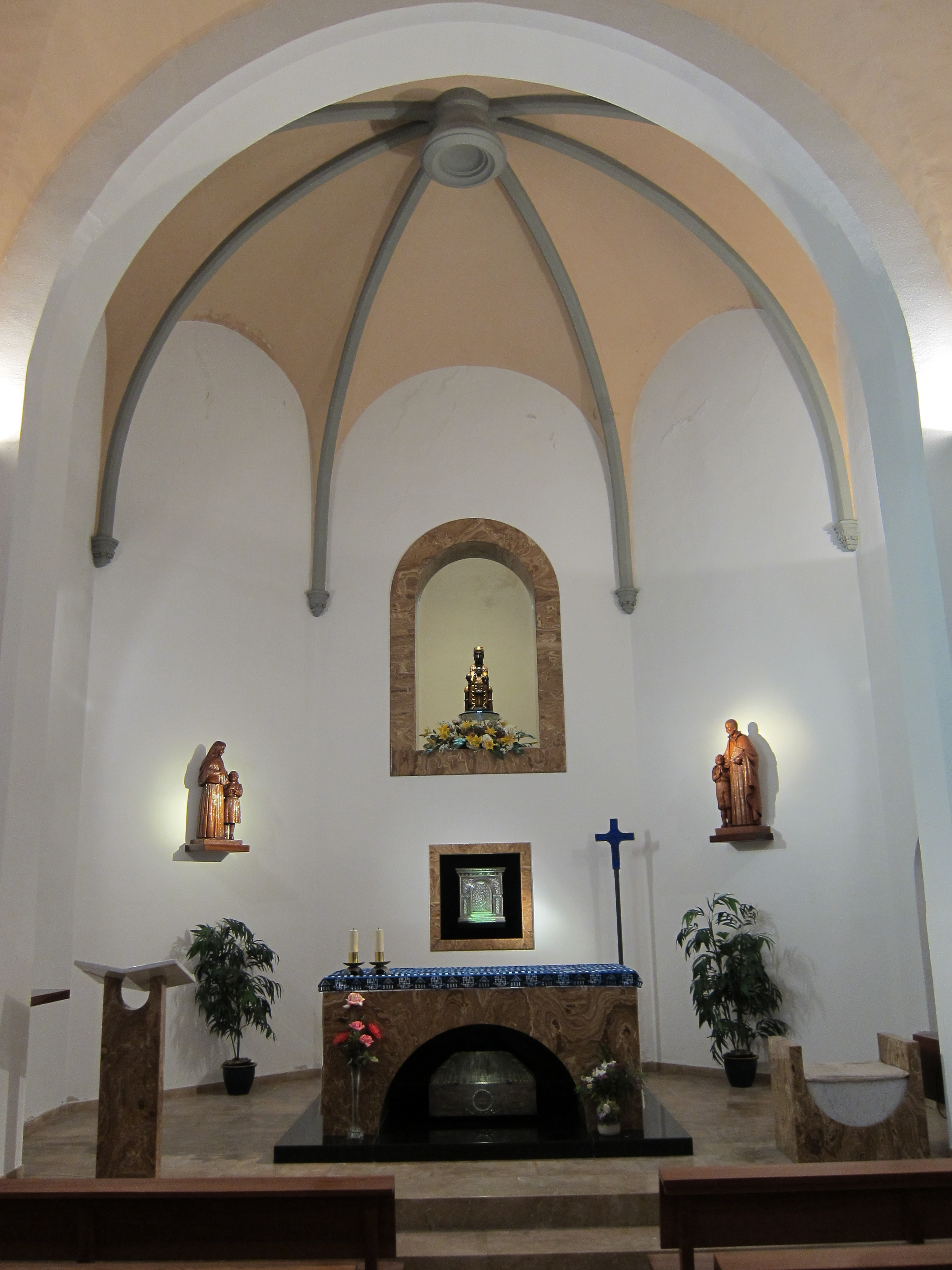
Relique de Paule Montal Fornés à Olesa de Montserrat.

Paula Montal fait ses études dans un environnement très simple. À 10 ans, elle perd son père et doit aider sa mère, veuve de cinq enfants dont elle est l'aînée. Durant cette période, elle observe que les filles et les femmes ont très peu accès à l'éducation et à la culture.
Très tôt, elle désire se consacrer à Dieu et à l'enseignement. En 1829, elle commence son ministère à Figueras avec son amie Agnès Busquets où elle crée la première école pour filles avec de vastes programmes éducatifs (jusque-là, l'éducation des filles est limitée à la couture).
À partir de 1837, elle se sent attiré par le charisme de saint Joseph Calasanz et veut vivre de sa spiritualité. En 1842, après la fondation d'une deuxième école dans sa ville natale, elle entre en contact avec les piaristes de Mataró et ouvre une troisième école à Sabadell en 1846. Les religieux l'aident à élaborer des constitutions basées sur celle de leurs ordres et le 2 février 1847, avec l'autorisation de l'évêque de Barcelone, elle prononce ses vœux avec ses trois premières compagnes
Les fondations continuent avec Igualada (1849), El Vendrell (1850), El Masnou (1852) Gérone (1853), Blanes (1854), Barcelone (1857), Sóller (1857) et enfin Olesa de Montserrat (1859), sa dernière fondation personnelle, au pied du monastère de la Vierge de Montserrat, pour laquelle elle professe une grande dévotion. C'est son école préférée où elle reste jusqu'à sa mort en 1889.

## Canonisation
Le procès pour sa béatification commence à Barcelone le 3 mai 1957. Elle est reconnue vénérable le 28 décembre 1988 par Jean-Paul II qui la béatifie le 18 avril 1993 et la canonise le 25 novembre 2001. Ses reliques reposent sous l'autel de la chapelle du couvent d'Olesa de Montserrat.
Elle est commémorée le 26 février selon le Martyrologe romain.

### Liens Externes
- Ressource relative à la religion :   - GCatholic.org
- Notices dans des dictionnaires ou encyclopédies généralistes :   - Diccionari biogràfic de dones
  - Diccionario Biográfico Español
  - Gran Enciclopèdia Catalana
- Notices d'autorité :   - VIAF
  - ISNI
  - IdRef
  - LCCN
  - GND
  - Italie
  - Espagne
  - Pologne
  - NUKAT
  - Catalogne
  - Vatican
  - WorldCat
- (en) Paula Montal Fornés De San José De Calasanz (1799-1889), Vatican
- (es) Page consacrée à Paule Montal Fornés, Filles de Marie des écoles pies